# Хорольська яма
49°46′42″ пн. ш. 33°15′41″ сх. д. / 49.77833° пн. ш. 33.26139° сх. д.

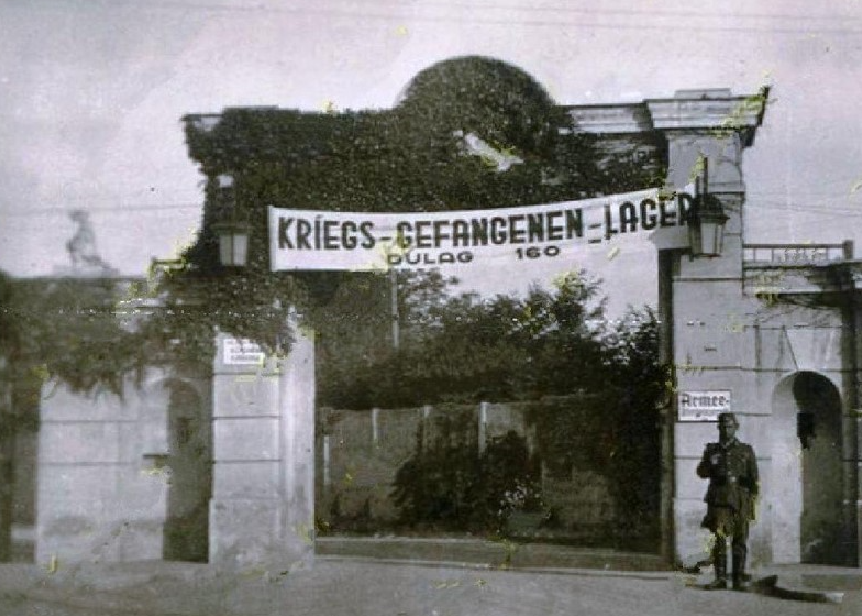
Хорол Табір військовополонених Dulag 160 (Хорольська яма)

«Хорольська яма» (Дулаг №160) — нацистський табір для військовополонених Червоної Армії у місті Хорол, що існував з 20 вересня 1941 по 15 вересня 1943.

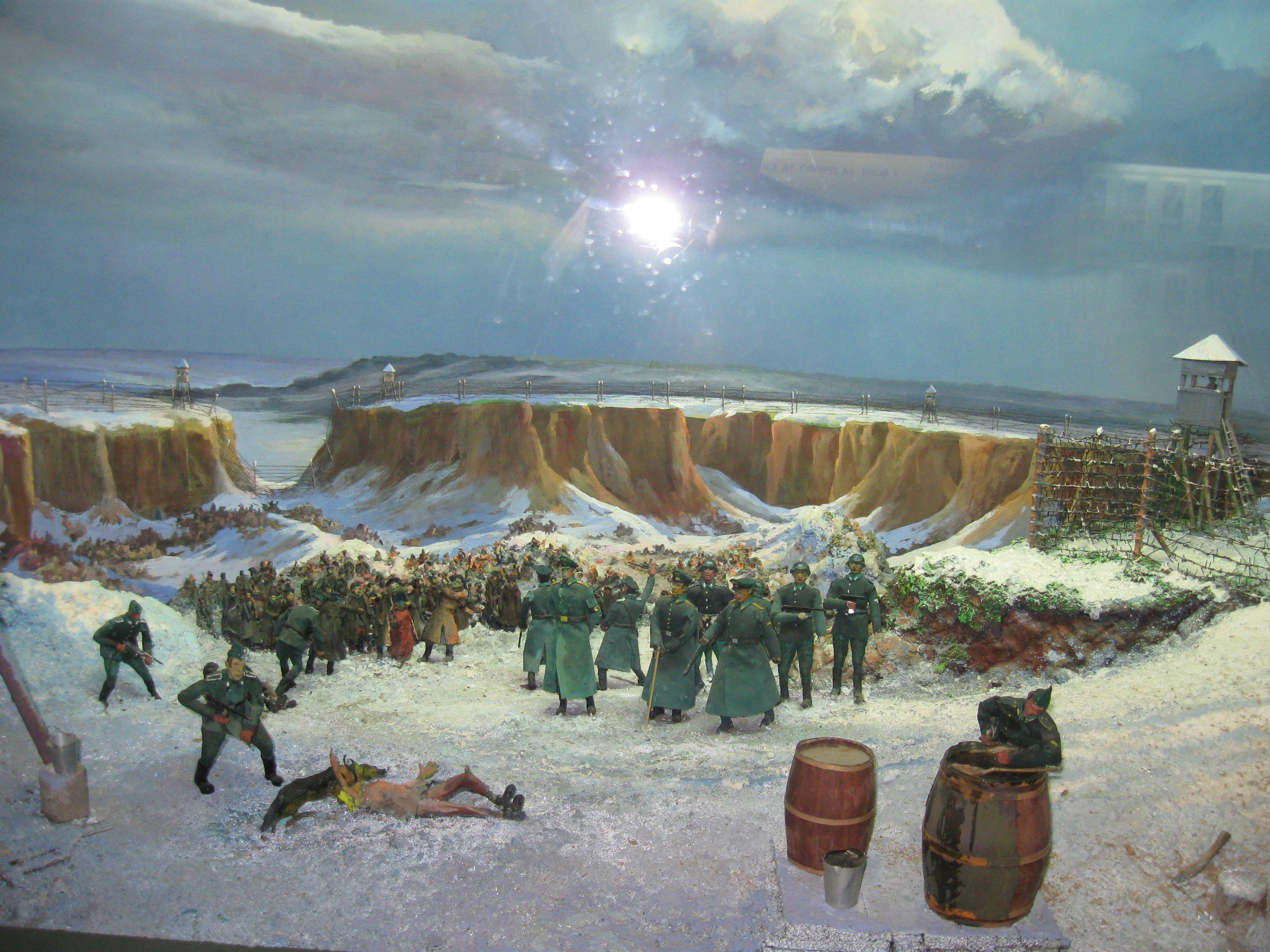
Діорама «Хорольська яма» в Хорольському районному краєзнавчому музеї (художники: Колочко В.В., Островський М.І.; консультант: Штомпель М.П.)

Хорольський район був під окупацією німецьких загарбників із 13 вересня 1941 року по 19 вересня 1943 року (з 1 вересня 1942 — у складі Хорольської округи). На Хорольщині, як і скрізь на Полтавщині, німці встановили жорстокий окупаційний режим. З перших днів окупанти почали створювати в місті Хоролі табір для військовополонених під кодовою назвою «Боров» (Дулаг № 160, в народі — «Хорольська яма»). Майже відразу на залізничну станцію було доставлено 2 вагони колючого дроту.
Як свідчать документи і спогади в’язнів, полонені прибували до «Хорольської ями» із Золотоноші і Оржиці, Пирятина і Лубен, Чорнух, Сенчі і Лохвиці, Миргорода. А також біженці, росіяни, українці та євреї за національністю. До табору на кінець вересня 1941 року було загнано понад 70 тисяч чоловік. Серед в’язнів була також група жінок-військовополонених. На початку жовтня 1941 року пересильний табір був переповнений настільки, що німецьке командування наказало перевести частину полонених до інших міст.
Сам табір являв собою яму-кар’єр довжиною 135 метрів,  шириною до 90, а глибиною до 7 метрів, обнесену колючим дротом і обладнану сторожовими вишками. Огородженою у кілька рядів колючого дроту була і вся територія цегельного заводу. На території табору також розміщувався так званий «лазарет». Розміщався він у будинку місцевого невеличкого Народного дому. Також у приміщенні школи був облаштований шпиталь. Двір навколо шпиталю був обнесений колючим дротом. У шпиталі працювало 25-27 лікарів, відібраних із військовополонених.
У шести з відомих братських могил покоїться прах від 91,5 до 100 тис. радянських громадян — чоловіків і жінок, комуністів і безпартійних, уродженців різних міст і сіл СРСР. В Акті комісії з розслідування воєнних злочинів від 01 жовтня 1943 зазначено: безпосередніми винуватцями знищення людей у «Хорольській ямі» є гебітскомісар Ейзенах, начальник гестапо Дітман, комендант Зінгер, єфрейтор Нідерайн (у 1942 нагороджений Залізним хрестом), лікарі Фрюхте і Шредер та інші.

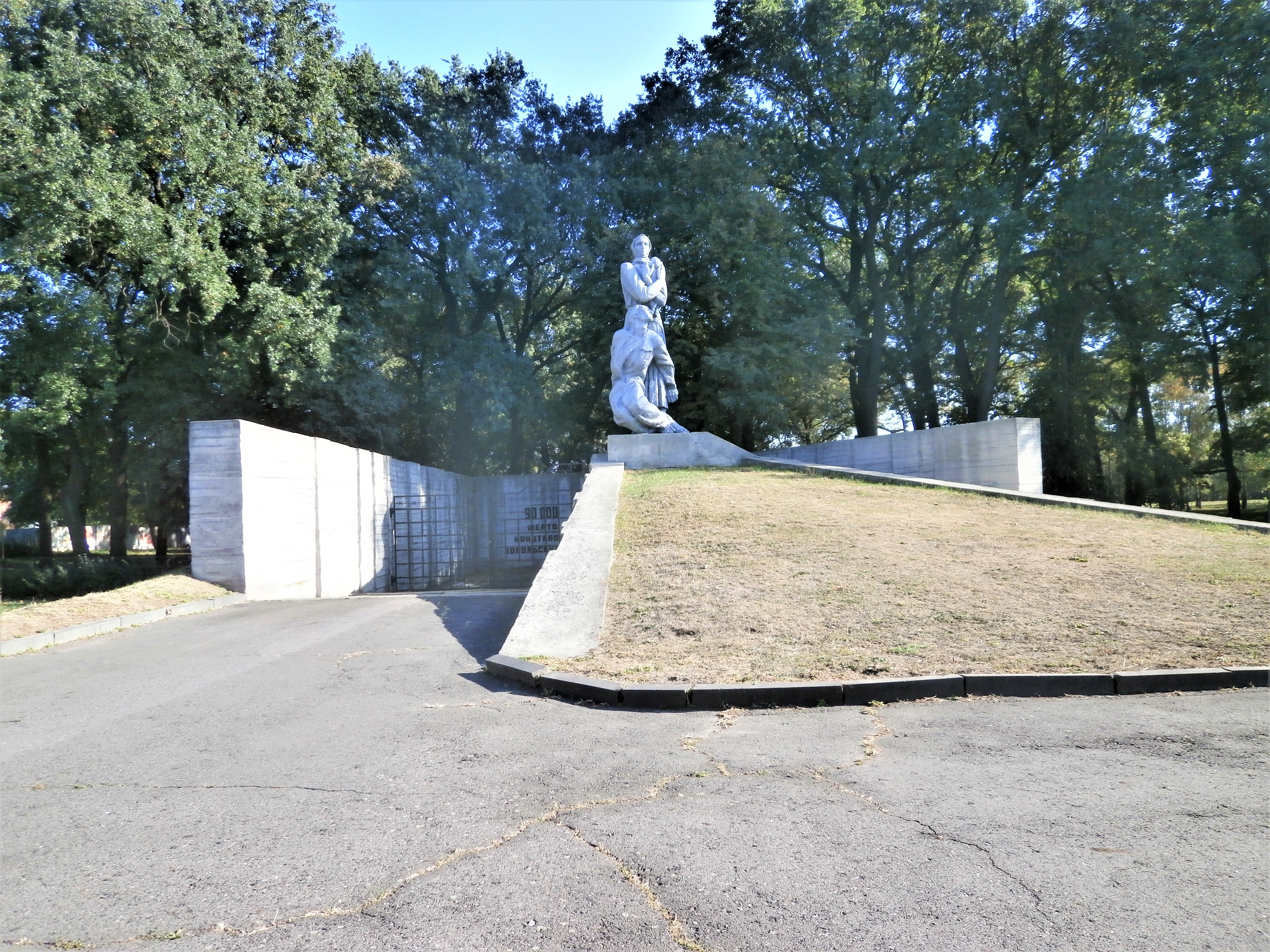
Пам'ятник в'язням цього концтабору

За життя в'язнів «Хорольської ями» вели боротьбу радянські патріоти П. П. Лисенко, М. А. Радченко, вчителька М. Г. Яцун, інженер І. М. Шевченко, в'язні: архітектор А. Ф. Оверчук, лікар Л. В. Орловський. Спеціальний загін майора І. М. Пураса вивів на волю до 70 військовослужбовців із числа командного складу, вчених і творчої інтелігенції. Багато з них дісталися тилу і воювали до кінця війни. Табір смерті не розкрив до кінця всю таємницю трагічної загибелі людей. Колишній в'язень художник О. Різниченко написав картину, на якій зобразив, як нацисти глумилися над полоненими, нацьковуючи на них собак, б'ючи нагаями. Ця картина була направлена в Нюрнберг. Чимало страшних сцен зобразив художник Є.С. Кобитєв у картинах-етюдах:«До останнього подиху» і «Люди, будьте пильні», а також у книзі «Хорольська яма». Про табір смерті «Хорольська яма» письменник М. Дубов написав повість «Біля самітнього дерева».